# Siegfried Jerusalem
 (janvier 2022).
Si vous disposez d'ouvrages ou d'articles de référence ou si vous connaissez des sites web de qualité traitant du thème abordé ici, merci de compléter l'article en donnant les références utiles à sa vérifiabilité et en les liant à la section « Notes et références ».
Siegfried Jerusalem, né le 17 avril 1940 à Oberhausen (Province de Rhénanie), est un ténor allemand.

## Biographie
À huit ans, Siegfried Jerusalem commence des études de piano, puis travaille le violon, avant de se tourner vers le basson, trois instruments qu'il perfectionne à la Folkwangschule d'Essen entre 1955 et 1960. Il commence alors une carrière d'instrumentiste et joue dans divers orchestres allemands : bassoniste en 1961 à Hof-an-der-Saale, puis l'année suivante dans l'Orchestre symphonique de Reutlingen et de 1971 à 1977 dans l'Orchestre symphonique de la radio de Stuttgart, ville dans laquelle il commence aussi à étudier le chant au conservatoire (Hochschule) avec Hertha Kalcher. En 1975, il débute à l'opéra de cette ville en remplaçant au pied levé le ténor Franco Bonisolli, souffrant, dans l'opérette Le Baron tzigane. Il chante alors dans de petits rôles, notamment celui du premier prisonnier dans Fidelio de Beethoven, mais très vite, dès 1976, il incarne Pinkerton dans Madame Butterfly à Darmstadt, puis Lohengrin (un de ses rôles fétiches) à Aix-la-Chapelle, Darmstadt, Hambourg.
L'année suivante, il fait ses débuts au Festival de Bayreuth dans les rôles du Junger Seemann (Tristan et Isolde) et Froh (L'Or du Rhin). Nous sommes en 1977 et il participe alors à l'aventure du Ring du Centenaire dans la mise en scène de Patrice Chéreau, sous la direction de Pierre Boulez. Dès lors, il devient membre permanent du Festival pendant vingt-trois saisons consécutives.
Il aborde la même année Siegmund (Die Walküre) à Bruxelles et Pamino dans La Flûte enchantée à Berlin. La Deutsche Oper l'engage dans sa troupe en 1978. Puis ce sont ses débuts dans Parsifal au Staatsoper de Vienne et à Bayreuth, en 1979, sous la direction de Horst Stein.
En 1980, il fait ses débuts au Metropolitan Opera de New York dans Lohengrin, et l'année suivante à la Scala de Milan dans le même rôle. Au cours des années 1980, il se produit au Covent Garden à Londres, où il incarne Erik (Le Vaisseau fantôme), à Paris, Genève, Cologne, ainsi que sur de très nombreuses autres grandes scènes européennes et nord-américaines. Il élargit alors son répertoire avec des rôles comme Max (Le Freischütz), Lenski (Eugène Onéguine), Florestan (Fidelio), le rôle-titre Idomeneo, re di Creta,
, Alfred et Eisenstein (La Chauve-souris).
Il enregistre une multitude de disques, comprenant notamment les premières de Violanta, opéra d'Erich Wolfgang Korngold, Leonora de Ferdinando Paër et Schwanda, le joueur de cornemuse de Jaromír Weinberger. En 1986, il enregistre "A Faust Symphony" de Liszt, avec le Chicago Symphony Orchestra sous la direction de sir Georg Solti (Decca). En 1988 il triomphe à Bayreuth dans le rôle de Siegfried, qu'il reprend l'année suivante, avec le même succès, dans Le Crépuscule des dieux. En 1990 il interprète Loge et les deux Siegfried dans Der Ring des Nibelungen au Met de New York, mis en scène par Otto Schenk et dirigé par James Levine, retransmis à la télévision devant 55 millions de téléspectateurs à travers le monde (et immortalisé en CD et DVD). Les années suivantes, il participe aux Ring de Vienne, Berlin, Munich, Hambourg, Milan, Buenos Aires, Londres et Chicago. Au Festival de Bayreuth de 1993, il remporte un immense succès pour ses débuts dans le rôle de Tristan, qu'il est ensuite invité à interpréter un peu partout dans le monde.
Bien que surtout connu comme interprète des grands rôles wagnériens (Tristan, Siegfried, Parsifal, Walther von Stolzing...), il mène également une importante carrière au concert (lied et oratorio). Il participé aussi à la création d'œuvres de Günter Bialas (Überblickt man die Jahre, lieder, 1989), Hans Werner Henze (We Come to the River, 1977), Krzysztof Penderecki (Le Paradis perdu, 1977). En 1993 il est nommé « Kammersänger » de l'Opéra de Vienne, et depuis 2000 il consacre plus de temps à l'enseignement, notamment au conservatoire (Hochschule) de Nuremberg. Dans un entretien donné à Res Musica en 2018, il rappelle d'ailleurs que "On retient surtout mes rôles wagnériens, mais j’ai également beaucoup chanté Mozart sur des rôles plus légers comme celui de Tamino, ainsi que de nombreux lieder. J’ai toujours chanté aussi de l’opérette, Die Lustige Witwe ou Der Tzigeunerbaron notamment, car il fallait garder ma voix flexible". Siegfried Jerusalem se produit encore de temps en temps sur scène, comme en 2017 à l'Opéra de Paris où il interprète le rôle parlé de Njegus dans la Veuve Joyeuse.
Sa très vaste vidéo/discographie comprend de nombreux enregistrements des opéras de Wagner, notamment au Met (dont les quatre opéras de L'Anneau du Nibelung sous la direction de James Levine), et à Bayreuth, mais aussi une grande partie des opéras qu'il a interprétés sur scène, ainsi que les Rückert-Lieder et Le Chant de la Terre de Gustav Mahler, des lieder de Schumann, Richard Strauss, et des œuvres chorales. Il interprète le rôle de Froh dans la captation du Ring du centenaire, mis en scène par Patrice Chéreau et dirigé par Pierre Boulez, effectuée en 1980. Et il est Siegfried dans le Ring mené plus tard par Daniel Barenboim et Harry Kupfer à Bayreuth, dont la production vidéo du Siegfried est considéré comme étant "entrée dans l'histoire". Autre production légendaire, celle du Tristan und Isolde filmé en 1995 à Bayreuth avec Waltraud Meier, sous la direction de Daniel Barenboim.
Doté, grâce à sa formation d'instrumentiste, d'une impeccable technique respiratoire et d'un souffle particulièrement endurant, il s'affirme rapidement comme le meilleur ténor lyrico-héroïque allemand de son temps et « l'un des plus grands Heldentenor de la fin du XXe siècle ».